# 潜水艇タイタン:オーシャンゲート社が犠牲にしたもの
『潜水艇タイタン:オーシャンゲート社が犠牲にしたもの』（せんすいていタイタン オーシャンゲートしゃがぎせいにしたもの、原題: Titan: The OceanGate Disaster）は、マーク・モンロー監督・製作による2025年のアメリカ合衆国のドキュメンタリー映画である。オーシャンゲート・エクスペディションズ主導によるタイタニック号沈没現場への深海探検中に発生した、2023年潜水艇タイタン爆縮事故をめぐる出来事を記録している。
この映画は、事故に至るまでの経緯、国際的な捜索救難活動、そして深海観光と安全規制への広範な影響について詳細に描かれている。インタビュー、アーカイブ映像、専門家の解説を基に、このドキュメンタリーは事故に関わる人々の物語と組織的な欠落の双方を検証する。
ワールド・プレミアは2025年6月6日にトライベッカ映画祭で行われ、その後、2025年6月11日にNetflixで配信された。この映画は、抑制された演出と災害の包括的な扱い、特に危険性の高い水中調査に関する倫理的および技術的な洞察が批評家から高く評価された。

## 内容
この映画では、2023年にタイタニック号沈没現場への探査中に発生した潜水艇タイタンの爆縮事故とそれに至るまでの経緯が検証されている。映画では内部告発者の証言、アーカイブ映像、アメリカ沿岸警備隊の公聴会映像、録音された内部音声、インタビューなどを基にして、オーシャンゲートの開発経緯と事故に至る運用上の意思決定を再構築している。
映画には、元海洋事業部長で主要な内部告発者のデヴィッド・ロックリッジは元インターンのエミリー・ハマーマイスターなどの元オーシャンゲート社員のインタビューが含まれている。ポール＝アンリ・ナルジョレの娘であるシドニー・ナルジョレもインタビューに応じ、被害者の家族としての証言を提供した。さらに、『WIRED』の調査ジャーナリストでオーシャンゲート事故を報じたマーク・ハリスもまた、この映画のためにインタビューを受けている。

## 製作
2025年1月、マーク・モンローが潜水艇タイタン沈没事故に焦点を当てたドキュメンタリー映画を監督したと報じられた。映画はストーリー・シンジケートのリズ・ガーバスとダン・コーガンがエイミー・ハーディと共に製作総指揮を務め、Netflixが配給することが発表された。

## 公開
2025年6月6日にトライベッカ映画祭で初演され、6月11日にNetflixで配信が開始された。

## 評価
レビュー収集サイトのRotten Tomatoesでは、19件の批評に基づいて支持率は74%となっている。Metacriticでは6件の批評に基づいて加重平均値は58/100と示された。
『バラエティ』誌のデニス・ハーヴェイは、「悠長な点があるものの、ある程度は引き込まれる」と評した上で、「『THE RESCUE 奇跡を起こした者たち』（2021年）のような類似のノンフィクション大災害作品にみられる暗鬱な緊張感を持ちつつ、感動的な要素、そしていうまでもないが救出の場面は含まれていない」と続けた。『ニューヨーク・タイムズ』紙は、この映画を感情を抑えつつも効果的な作品であると評し、「事故の閉塞感を喚起させる」もののドラマ的ではないと指摘した。『コモン・センス・メディア』は、教育的価値を評価する一方で、若い視聴者に不安を感じさせる可能性があると警告した。『スレイト』誌は、この映画がストックトン・ラッシュの人物像を掘り下げた点に注目し、その執拗な野心の中にある「小さな病理」を浮き彫りにしていると指摘した。
一部の批評家は、この映画の焦点と構成を称賛した。『ガーディアン』紙は、内部告発者と遺族の証言に焦点を当て、「野心と傲慢さの痛ましい検視解剖」と評した。『ウォール・ストリート・ジャーナル』紙は、この映画は「制御されない野心に対する警告物語として成功している」と評し、「オーシャンゲートを有効化した心理的生態系を捉えている」と論じた."。『エンターテインメント・ウィークリー』誌は、このドキュメンタリーの登場人物中心の物語性を強調し、「CEOのストックトン・ラッシュの心理を掘り下げ、いかなる犠牲を払っても諦めない彼の飽くなき探究を描いている」と評した。『ディサイダー』誌は、観客にこの映画をストリーミングで鑑賞することを推奨し、そのジャーナリスティックな厳格さを称賛しつつも、「この話題を詳しく追っている人々には驚きが少ない」と指摘した。
一方、『ザラップ』のマット・ゴールドバーグは、この映画が「悲劇的な崩壊に至った問題の深層が掘り下げられていない」と批判し、ラッシュの個人的な判断ミスに過度に焦点が当てられていることを指摘した。『A.V.クラブ』は、このドキュメンタリーが「徹底的に調査されているが、感情的には鈍い」と評し、「悲劇による人的被害よりも、企業のエゴについて多くを照らしている」と主張した。